# Erika Skrotzki
Erika Skrotzki (* 19. August 1949 in Wiesbaden-Kloppenheim) ist eine deutsche Schauspielerin.

## Leben
Nach der Realschule wurde sie Kosmetikerin. Als Laiendarstellerin und Statistin bekam sie Kontakt zum Theater und entschied sich für den Schauspielerberuf. Sie besuchte die Max-Reinhardt-Schule für Schauspiel in Berlin. 1973 bis 1975 spielte sie am Grips-Theater in Berlin, 1975 bis 1976 an den Wuppertaler Bühnen, 1976 bis 1978 am Schauspielhaus Bochum, 1979 wieder am Grips-Theater, 1980 am Staatstheater Stuttgart, 1981 bis 1982 an den Städtischen Bühnen Frankfurt am Main, 1983 bis 1984 am Thalia Theater in Hamburg. Seither trat sie noch an weiteren namhaften Bühnen auf und wurde eine vielbeschäftigte Darstellerin beim Film und Fernsehen. Sie singt auch eigene Chansons.

## Filmografie (Auswahl)
- 1974: Chapeau Claque (Regie:Ulrich Schamoni)
- 1976: Verdunkelung – Der Eisenbahnmörder
- 1977: Der Weilburger Kadettenmord
- 1978: Die beiden Freundinnen (Regie: Axel Corti)
- 1979: Der eiserne Gustav (Regie: Wolfgang Staudte)
- 1979: Die große Flatter – als Gerda Kiffke / Regie: Marianne Lüdcke
- 1981: Nach Mitternacht
- 1982: Der Zauberberg (Regie: Hans W. Geissendörfer)
- 1983: Tatort: Blütenträume
- 1984: Flußfahrt mit Huhn (Regie: Arend Agthe)
- 1985: Tatort: Schmerzensgeld (Regie: Wolfgang Luderer)
- 1987: Die Katze (Regie: Dominik Graf)
- 1988: Wilder Westen inclusive (Regie: Dieter Wedel)
- 1989: Tatort: Blutspur
- 1989: Tatort: Die Neue
- 1989: Großstadtrevier – Ein ganz normaler Tag
- 1989: Kommissar Klefisch – Ein Fall für Onkel (Regie: Ulrich Stark)
- 1990: Unter einem Dach (Regie: Herbert Lichtenfeld)
- 1991: Der Fahnder – Zwei Schlüssel (Regie: Peter Adam)
- 1992: Tatort: Falsche Liebe
- 1992: Die Männer vom K3 – Zu hoch gepokert
- 1993: Der große Bellheim (Regie: Dieter Wedel)
- 1993: Clara (Fernsehserie)
- 1994–1996: Ärzte (Fernsehreihe, 5 Folgen)
- 1998: Polizeiruf 110 – Kleiner Engel
- 1998: Männer sind was Wunderbares (Fernsehreihe)
- 1999: Tatort: Der Heckenschütze
- 1999: Ganz unten, ganz oben (Regie: Matti Geschonneck)
- 1999: Kalt ist der Abendhauch (Regie: Rainer Kaufmann)
- 2000: Tatort: Mauer des Schweigens
- 2000: Vor Sonnenuntergang
- 2002: Lilly unter den Linden (Regie: Erwin Keusch)
- 2007: GSG 9 – Ihr Einsatz ist ihr Leben (zwei Folgen)
- 2008–2013: Der Landarzt
- 2008: Ein Job
- 2010: Notruf Hafenkante (Fernsehserie, Folge Karten lügen nicht)
- 2012: Wunschkind
- 2014: Notruf Hafenkante (Fernsehserie, Folge Rufis WG)
- 2018: Cecelia Ahern – Dich zu lieben
- 2020: SOKO Wismar – Ältermänner
- 2025: Bettys Diagnose (Fernsehserie, Folge Doc Batman)

## Hörspiele und Features
- 1997: Dagmar Scharsich: Radieschen von unten – Regie: Corinne Frottier (Hörspiel – NDR)
- 2014: Christiane Seiler: Vater zieht in den Krieg (Eine Reise durch Frankreich) – Regie: Christiane Seiler (Feature – DKultur)
- 2015: Karl-Heinz Bölling: Irgendwann geht alles kaputt – Regie: Stefanie Hoster (Hörspiel – DKultur)

## Auszeichnungen
- 1979 – Deutscher Darstellerpreis (Chaplin-Schuh)